# Gennadiusz z Marsylii
Gennadiusz z Marsylii (zm. ok. 500) – kapłan i historyk literatury. Kontynuował dzieło Hieronima – katalog pisarzy O sławnych mężach (łac. De Viris Illustribus). Zachowała się również Księga dogmatów kościelnych (łac. De Ecclesiasticis Dogmatibus) jego autorstwa, a także Starożytne statuty Kościoła – dzieło, którego Gennadiusz prawdopodobnie również jest autorem.